# Pavarotti & Friends for Guatemala & Kosovo
Pavarotti & Friends for Guatemala and Kosovo è il sesto album registrato durante l'omonimo evento organizzato da Luciano Pavarotti, realizzato a Modena il 1 giugno 1999.

## Descrizione
L'album contiene duetti tra il tenore emiliano e grandi nomi della musica pop di quel periodo e brani cantati dagli ospiti della serata, registrati durante l'evento.

## Tracce
1. Luciano Pavarotti & Mariah Carey – Hero
2. Luciano Pavarotti & Ricky Martin – Mamma
3. Gloria Estefan – Mi tierra
4. Luciano Pavarotti & Boyzone – No matter what
5. BB King – Let the good times roll
6. Luciano Pavarotti & Lionel Richie – The magic of love
7. Luciano Pavarotti & Gianni Morandi – Maria, marì
8. Luciano Pavarotti & BB King – The thrill is gone
9. Mariah Carey – My all
10. Zucchero Fornaciari & BB King – Hey Man
11. Luciano Pavarotti & Gloria Estefan – Fiorin Fiorello
12. Joe Cocker – You can leave your hat on
13. Luciano Pavarotti & Renato Zero – Il Cielo
14. Boyzone – You needed me
15. Luciano Pavarotti & Laura Pausini – Tu che m'hai preso il cor
16. Luciano Pavarotti, Joe Cocker & Alex Britti – You are so beautiful
17. Lionel Richie – All night long
18. Luciano Pavarotti con gli ospiti della serata – We are the world

## Cantanti partecipanti
- B.B. King
- Zucchero Fornaciari
- Joe Cocker
- Lionel Richie
- Laura Pausini
- Mariah Carey
- Gloria Estefan
- Ricky Martin
- Boyzone
- Gianni Morandi
- Renato Zero
- Alex Britti

## Successo commerciale
L'album ha scalato le classifiche di diverse nazioni.

## Classifiche

### Classifiche settimanali
| Classifica (1999-2007) | Posizione massima |
| ---------------------- | ----------------- |
| Argentina              | 16                |
| Australia              | 16                |
| Austria                | 6                 |
| Francia                | 63                |
| Germania               | 23                |
| Italia                 | 22                |
| Nuova Zelanda          | 30                |
| Paesi Bassi            | 18                |
| Svizzera               | 39                |

### Classifiche di fine anno
| Classifica (1999) | Posizione |
| ----------------- | --------- |
| Italia            | 126       |

## Ascolti TV
| Puntata                 | Telespettatori | Share  |
| ----------------------- | -------------- | ------ |
| 1 giugno 1999 (Parte 1) | 9.381.000      | 38,76% |
| 1 giugno 1999 (Parte 2) | 5.342.000      | 47,29% |